# Mare de Déu de la Mir
La Mare de Déu de la Mir és un santuari a l'antic terme ribagorçà de Sapeira, integrat actualment en el de Tremp, de la comarca del Pallars Jussà. Està situat a 784 m d'altitud, a llevant d'Escarlà, a l'extrem occidental del Serrat de la Capella, a l'esquerra del barranc d'Escarlà i a la dreta del de la Mir, que formen l'esperó de roca damunt del qual es troba l'ermita. Adés, el 6 de maig s'hi celebrava amb un aplec la festivitat de la Mir.
La seva jurisdicció eclesiàstica pertany a la diòcesi de Lleida i depèn de l'església de Sant Pere d'Espills.